# Bataille de Cannes
Pour les articles homonymes, voir Bataille de Cannes (homonymie).
Deuxième guerre punique
Batailles
219 av. J.-C. : Sagonte
218 av. J.-C. : Rhône, Cissa, Tessin, La Trébie
217 av. J.-C. : Victumulae, Plaisance, Èbre, Lac Trasimène, Geronium
216 av. J.-C. : Cannes, Selva Litana, Nola (1re)
215 av. J.-C. : Cornus, Dertosa, Nola (2e)
214 av. J.-C. : Nola (3e) 
 213 av. J.-C. : Syracuse
212 av. J.-C. : Capoue (1re), Silarus, Herdonia(1re)
 211 av. J.-C. : Bétis, Capoue (2e)
210 av. J.-C. : Herdonia (2e), Numistro
209 av. J.-C. : Asculum, Carthagène
208 av. J.-C. : Baecula
207 av. J.-C. : Grumentum, Métaure
206 av. J.-C. : Ilipa, Carthagène (2e) (ca)
204 av. J.-C. : Crotone
203 av. J.-C. : Utique, Grandes Plaines
202 av. J.-C. : Zama
La bataille de Cannes est une bataille majeure de la deuxième guerre punique qui eut lieu le 2 août 216 av. J.-C., près de la ville de Cannes située dans la région des Pouilles au sud-est de l'Italie. L'armée de Carthage dirigée par Hannibal Barca a défait une armée de la République romaine bien plus nombreuse sous le commandement des consuls Caius Terentius Varro et Lucius Æmilius Paullus. Cette bataille est considérée comme l'une des manœuvres tactiques les plus réussies de l'histoire militaire, et en nombre de victimes, la 2e bataille la plus sanglante côté romain (après celle d'Arausio).
Considérée comme un chef-d'œuvre tactique, cette bataille est, 22 siècles plus tard, toujours étudiée dans les écoles militaires.

## Sources antiques
Comme pour l’ensemble des guerres puniques, les sources dont on dispose sont essentiellement d'origine romaine. Les principaux auteurs sont Polybe et Tite-Live. Le premier est un Grec, otage à Rome entre 166 av. J.-C. et 149 av. J.-C., vivant dans la gens Æmilia, qui compte de prestigieux généraux, tels que Paul Émile le Macédonien (le vainqueur de Pydna), et Scipion Émilien dont il devient l’ami. Ce même Scipion est le petit-fils du consul Æmilius Paulus, qui fut présent à Cannes. Il dispose donc d’informations qui sont de première main, mais probablement partiales. Bien que froid et rigoureux dans son travail, il peut être soupçonné de rejeter la faute de la défaite du père de son hôte à Rome sur Varron.
Tite-Live, quant à lui, se fait l’écho de la tradition. Farouchement anti-plébéien, il accable Varron.

## Contexte
Pour un article plus général, voir Deuxième guerre punique.

### Les désastres romains du début de la deuxième guerre punique
Après leurs défaites successives du Tessin, de la Trébie et surtout du lac Trasimène, les Romains avaient adopté une politique de temporisation mise en œuvre par le dictateur Quintus Fabius Maximus Verrucosus, dit Cunctator (« le Temporisateur »).
Hannibal, lentement affaibli par la guerre d'usure menée par le dictateur, néglige d'engager une bataille rangée contre les forces romaines. Il s’installe dans le Sud de l’Italie. Il perd ainsi l'occasion de forcer les Romains à se battre en plaine alors que leurs légions ne sont pas encore reconstituées à la suite des batailles précédentes, là où il est le plus apte à utiliser son excellente cavalerie.

### La campagne qui mène à Cannes
Du côté romain, on prépare les élections suivantes et, sur fond de conflit entre la plèbe et les patriciens, les consuls sont élus. Paul Émile et Varron sont partisans d'une bataille mettant rapidement fin à la guerre, sous la pression de leurs électeurs. Tite-Live signale que la tactique attentiste commençait à payer et que l'armée carthaginoise était presque à bout de vivres et avait les plus grandes difficultés à se ravitailler. C'est Varron qui commande à Cannes. Sa confrontation au génie militaire d'Hannibal donne un exemple de bataille classique et démontre que les Romains, s'ils ont d'excellentes troupes, manquent de chefs expérimentés.
Les consuls, étant élus chaque année, n'avaient pas le temps de se former au commandement militaire. Rome avait donc mis en place une tactique éprouvée et simple, où le succès de la bataille reposait peu sur la valeur du général et essentiellement sur la discipline et la valeur des soldats romains qui, étant citoyens, défendaient leurs biens.

## Armées en présence
Selon les règles habituelles, le commandement revient chaque jour à l’un ou l’autre des deux consuls : ce 2 août, il est assuré par Varron.

### Tactique romaine
La bataille de Cannes se déroule à proximité de l'Ofanto en Apulie à quelques kilomètres de la mer Adriatique et à quelques dizaines de kilomètres des premières colonies romaines. La disposition des troupes était toujours la suivante :
- les légions romaines au centre : étant les mieux entraînées, formaient le point fort du dispositif ;
- les légions alliées, moins aguerries, flanquées à droite et à gauche constituaient le point faible du dispositif ;
- La cavalerie, postée en arrière était censée envelopper l'ensemble.

À l'intérieur des légions, les troupes étaient disposées en trois lignes, d'âge et d'équipement croissants.
- Les jeunes recrues, dispersées au sein des différentes manipules étaient équipées de toutes sortes d'armes de jet (jusqu'à la réforme de la légion par Marius, après sa victoire sur Jugurtha en 105 av. J.-C., l'armement des légionnaires n'avait jamais été uniformisé) et constituait les « vélites », ils sortaient des rangs avant l'engagement des deux armées et arrosaient l'ennemi de leurs projectiles.
- Les jeunes hommes plus expérimentés formaient la première ligne de bataille : les hastati, les combattants confirmés formaient quant à eux la seconde et étaient appelés principes, ils relevaient la première ligne si celle-ci venait à faiblir.
- La troisième ligne était, elle, formée des vétérans de la légion (triarii) néanmoins trop pauvres pour assurer l'entretien de l'équipement d'un chevalier (surtout le cheval lui-même), et n'était envoyée au combat qu'à cause d'une situation critique, où elle était censée faire la différence.

Au cours de la bataille, après un harcèlement de l'adversaire par des troupes légères, la première ligne s'avançait pour enfoncer les lignes ennemies. Si elle était repoussée, elle reculait en bon ordre derrière la troisième ligne et c'est la deuxième qui prenait le relais. En cas d'extrême nécessité, la deuxième ligne se repliait à son tour derrière la première et les triarii engageaient le combat.
L’infanterie est disposée au centre, sous les ordres du proconsul Servilius. Les cavaliers romains, commandés par Paul-Emile, occupent l’aile droite ; Varron et ses cavaliers alliés prennent place à gauche.

### Tactique d'Hannibal
Le Carthaginois étire ses soldats sur une longue ligne de faible profondeur. Il positionne l’infanterie des mercenaires gaulois et ibères au centre du dispositif, en forme de triangle dont la pointe fait face à l’ennemi ; elle est flanquée des deux côtés par ses soldats venus avec lui de Carthage, aguerris par leur victoire à la Trébie ou sur les bords du lac Trasimène, et armés des cuirasses dérobées aux Romains.
Sur les ailes gauche et droite, loin du centre, la cavalerie. Sur la gauche, les effectifs ibères et gaulois sont plus nombreux qu’à droite, afin qu’ils puissent repousser rapidement leurs adversaires pour venir ensuite se porter en renfort de l’aile droite.

## Déroulement de la bataille

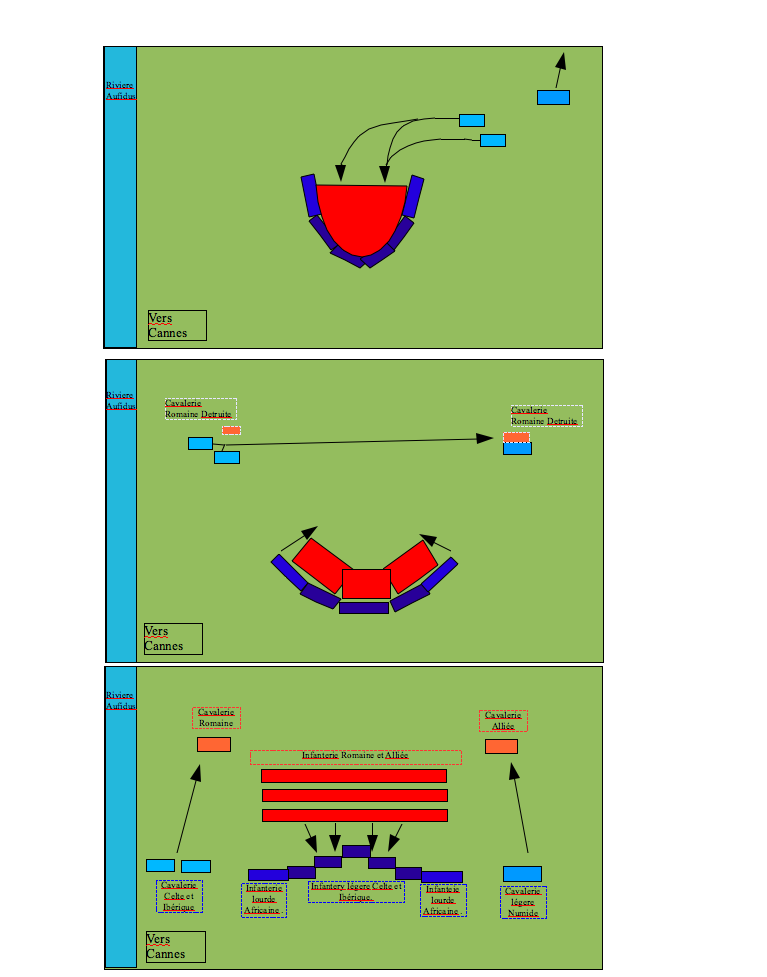
Manœuvres durant la bataille de Cannes. Situation initiale en bas, destruction de l'armée romaine en haut.

Le déroulement de la bataille de Cannes est parfaitement connu. Le plan d'Hannibal inspire de nombreux chefs de guerre.
Hannibal, qui est en infériorité numérique dans un rapport d'un pour deux pour ce qui est de l’infanterie, dispose d’un atout majeur, sa cavalerie, qu’il va utiliser avec génie. Les consuls Varron et Paul Émile forment trois immenses rectangles d’environ 25 000 hommes chacun (environ 12 légions) qui se déplacent en ordre. Hannibal oppose donc une seule ligne de fantassins à cette masse.
La bataille peut se décomposer en cinq phases :
1.	L’infanterie romaine attaque et repousse les mercenaires d’Hannibal. Celui-ci lance alors ses cavaliers qui enfoncent leurs adversaires moins nombreux.
2.	Les fantassins romains continuent de faire reculer les Carthaginois. Pendant ce temps, une partie des cavaliers d’Hannibal se portent de l’aile gauche au secours de la droite.
3.	L’infanterie romaine poursuit sa poussée contre les troupes carthaginoises qui forment désormais un arc de cercle, alors que les cavaliers d’Hannibal des ailes droite et gauche opèrent leur jonction.
4.	Hannibal lance alors ses combattants d’élite sur les ailes de l’infanterie romaine.
5.	La cavalerie carthaginoise qui a défait les cavaliers romains se retourne enfin sur les arrières de l’armée romaine.
Ce coup de génie tactique provoque en quelques heures l’un des plus grands massacres de l’Antiquité.

## Bilan

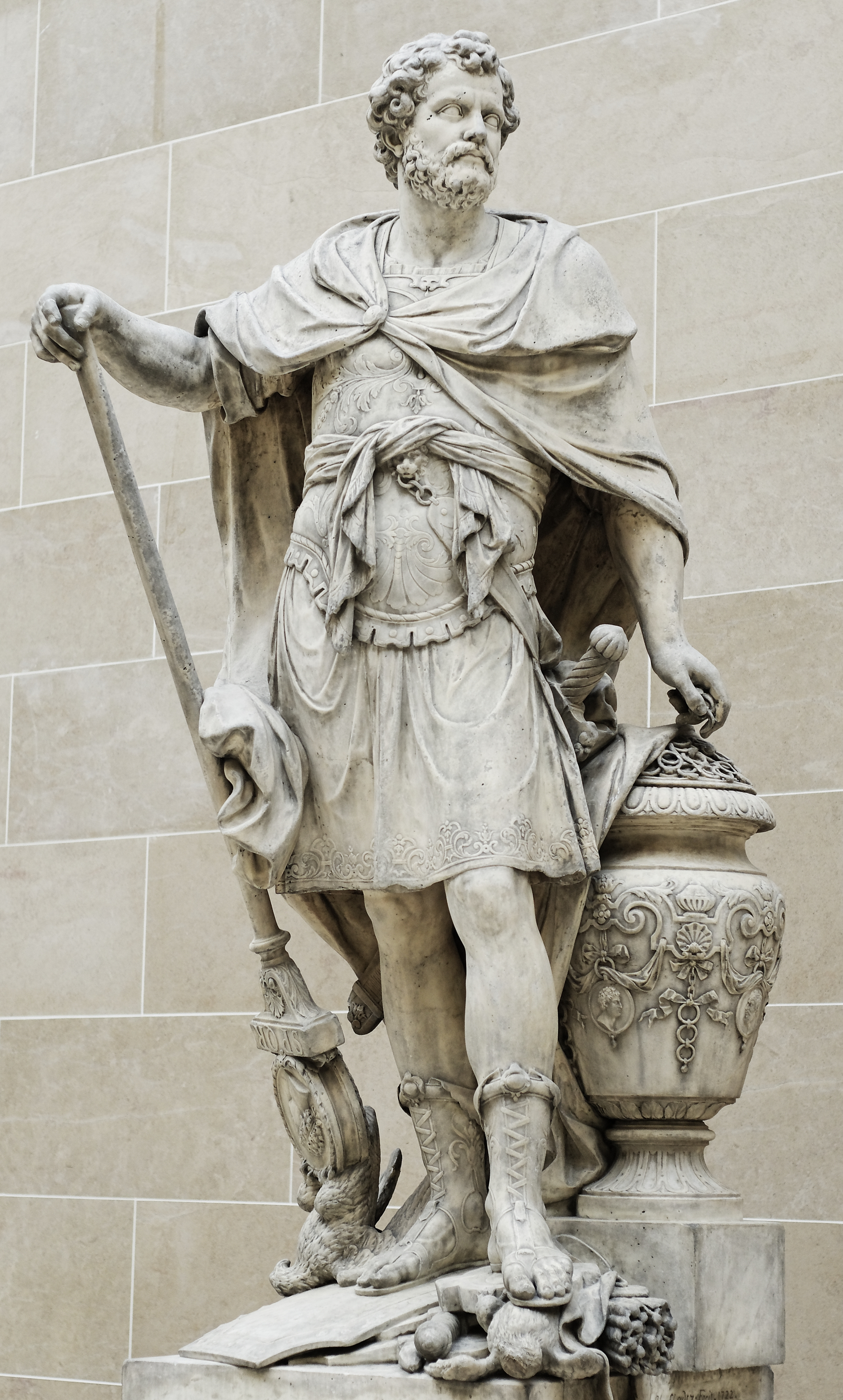
Hannibal comptant les anneaux des chevaliers romains tombés pendant la bataille, par Sébastien Slodtz, 1704, musée du Louvre.

Les valeurs avancées par Tite-Live et Polybe varient légèrement.

« On estime les pertes à 45 000 fantassins et 2 700 cavaliers, citoyens et alliés en nombre à peu près égal ; parmi eux, les deux questeurs des consuls Lucius Atilius et Marcus Furius Bibaculus, 29 tribuns militaires, d'anciens consuls, d'anciens préteurs ou édiles, entre autres Gnæus Servilius Geminius et Minucius qui avait été maître de cavalerie l'année précédente et consul quelques années plus tôt ; en outre, 80 sénateurs ou magistrats ayant rang de sénateurs : enrôlés volontaires ils servaient comme simples soldats dans les légions. On dit qu'il y eut 3 000 prisonniers parmi les fantassins et 1 500 parmi les cavaliers. »

— Tite-Live, Histoire romaine XXII-49.
Selon Polybe de Mégalopolis, 10 000 fantassins furent capturés, et près de 70 000 périrent au combat. Encore selon Polybe, environ 6 000 cavaliers romains tombèrent sous les coups des Carthaginois. Le consul Paul Émile trouve également la mort au combat, mais Varron parvient à s'échapper, à la tête d'un peu plus de 7 cavaliers.
Les pertes d'Hannibal sont diversement évaluées par les auteurs anciens. Polybe fournit le nombre précis de 5700 morts (4000 Celtes, 1500 Ibères et Libyens et 200 cavaliers). Tite-Live évoque un total de 8000 tués. Eutrope estime pour sa part qu'il y a eu trois mille tués (Carthaginois) et qu'une grande partie de l'armée du camp carthaginois a été blessée.
Cicéron raconte que dix prisonniers de guerre furent renvoyés à Rome pour obtenir le rachat de prisonniers carthaginois, et après avoir juré de revenir en cas d'échec de la mission. Tous ne tinrent pas parole, et les censeurs les reléguèrent à vie dans la dernière classe censitaire.

## Conséquences
À l'issue de la bataille, la route de Rome était ouverte, mais la ville, protégée par le mur Servien, ne pouvait aisément être prise sans matériel de siège, dont Hannibal ne disposait pas. Selon une anecdote fameuse rapportée par Tite-Live, celui-ci aurait décidé de faire reposer son armée cette nuit-là, montrant alors une de ses faiblesses : l'irrésolution. Selon la légende, un des généraux d'Hannibal, Maharbal, aurait déclaré : « Hannibal, tu sais vaincre mais tu ne sais pas utiliser ta victoire ! » (« Hannibal, scis vincere, victoria uti nescis »). Rome aurait dû demander la paix, mais les Romains ne voulaient négocier qu’après une victoire : Rome refusa par exemple de racheter ses prisonniers (500 deniers pour les cavaliers, 300 pour les fantassins et 100 pour les esclaves). Elle reprit sa tactique de temporisation et reconquit patiemment le terrain perdu. Hannibal occupa ensuite pendant plus de dix ans le Sud de l'Italie, avant d'être rappelé en Afrique en 203 av. J.-C.
Cependant, il est fort probable que la stratégie d'Hannibal reposait sur la destruction du pouvoir de Rome en la privant d'alliés, et n'avait pas pour but la chute de Rome en tant que cité. Hannibal se serait donc refusé à prendre Rome par choix, et non parce qu'il n'en était pas capable, d'autant plus que, Cannes étant distante de 400 km de Rome, il aurait fallu au moins quinze jours à l'armée carthaginoise pour l'atteindre. Une fois arrivés devant Rome, les Carthaginois n'auraient été en mesure ni de l'envahir ni de l'assiéger. L'histoire devait montrer que cette approche sous-estimait la ténacité du peuple romain et la fidélité de ses alliés italiens.

« La victoire d'Hannibal à Cannes, bien qu'elle fût un chef-d'œuvre de tactique, ne produisit pas de succès stratégique. Hannibal perdit la guerre contre Rome. »

— Richard M. Swain.

## Influence sur l’art de la guerre
La bataille de Cannes est encore aujourd'hui étudiée dans les écoles militaires. Le général Alfred von Schlieffen en fit une étude publiée en 1913, alors qu'il était à la retraite. Plusieurs historiens ont fait le lien entre la bataille de Cannes et le plan Schlieffen (rédigé en 1905), comme Jean-Jacques Becker : « c'est le schéma de la bataille de Cannes, [...] qui inspira Schlieffen qui lui avait consacré une étude ». Wilhelm Grœner en 1930 a une autre approche : « Schlieffen était resté dans une très sage limite en renonçant au double enveloppement et en se contentant d'un Leuthen ».
L'influence du modèle de Cannes est plutôt à chercher dans les batailles d'encerclement et d'anéantissement de Tannenberg en 1914 et du front de l'Est en 1941.